# 합궁
"합궁"은 1988년에 개봉한 대한민국의 영화이다.

## 캐스팅
- 이대근
- 안소영
- 민복기
- 허진
- 남궁원
- 백일섭
- 정혜선
- 김하림
- 이해룡
- 박동룡
- 주상호
- 김기범
- 이수연
- 조학자
- 송윤주
- 길달호
- 국희진
- 김이호
- 오경주
- 우정아
- 배동진